# Cúp FA Hàn Quốc 2018
Cúp FA Hàn Quốc 2018, hay Cúp FA KEB Hana Bank vì lý do tài trợ, là mùa giải thứ 23 của Cúp FA Hàn Quốc. Đội vô địch Daegu FC giành quyền tham dự vòng bảng AFC Champions League 2019.

## Vòng Sơ loại
Vòng Sơ loại bao gồm 3 vòng đấu. Lễ bốc thăm diễn ra vào ngày 23 tháng 2 năm 2018.

### Vòng Một
Các trận đấu diễn ra từ ngày 9 đến 11 tháng 3.
| 9 tháng 3 năm 2018 | Đại học Công giáo Kwandong | 2–1 (s.h.p.) | Đại học Cyber Hankuk |  |  |
| 15:00              |                            | Chi tiết     |                      |  |  |

| 10 tháng 3 năm 2018 | SMC Engineering | 2–1 (s.h.p.) | Busan FC |  |  |
| 12:00               |                 | Chi tiết     |          |  |  |

| 10 tháng 3 năm 2018 | Siheung Citizen | 9–0      | Fuji Xerox Korea |  |  |
| 14:00               |                 | Chi tiết |                  |  |  |

| 10 tháng 3 năm 2018 | Seoul United | 6–2      | Samsung Electronics |  |  |
| 14:00               |              | Chi tiết |                     |  |  |

| 10 tháng 3 năm 2018 | Đại học Ajou | 1–2 (s.h.p.) | Yeoju Sejong |  |  |
| 14:00               |              | Chi tiết     |              |  |  |

| 10 tháng 3 năm 2018 | Đại học Yong In | 7–1      | Pyeongchang FC |  |  |
| 14:00               |                 | Chi tiết |                |  |  |

| 10 tháng 3 năm 2018 | FC Uijeongbu | 1–3      | Đại học Quốc gia Pukyong |  |  |
| 14:00               |              | Chi tiết |                          |  |  |

| 10 tháng 3 năm 2018 | Đại học Sangji | 0–2      | Đại học Dongguk |  |  |
| 14:00               |                | Chi tiết |                 |  |  |

| 10 tháng 3 năm 2018 | Đại học Woosuk | 0–1      | Chungju Citizen |  |  |
| 14:00               |                | Chi tiết |                 |  |  |

| 10 tháng 3 năm 2018 | Paju Citizen | 2–1      | Đại học Kyung Hee |  |  |
| 15:00               |              | Chi tiết |                   |  |  |

| 10 tháng 3 năm 2018 | Daejeon City Corporation | 0–4      | Đại học Daegu |  |  |
| 15:00               |                          | Chi tiết |               |  |  |

| 10 tháng 3 năm 2018 | Đại học Dong-eui | 7–1      | SeAH Besteel |  |  |
| 15:00               |                  | Chi tiết |              |  |  |

| 10 tháng 3 năm 2018 | Jesus Hospital | 6–2      | Mokpo Christian Hospital |  |  |
| 15:00               |                | Chi tiết |                          |  |  |

| 10 tháng 3 năm 2018 | Buyeo FC | 5–1      | SL Lighting |  |  |
| 15:00               |          | Chi tiết |             |  |  |

| 10 tháng 3 năm 2018 | Đại học Yeungnam | 2–0      | Đại học Hanyang |  |  |
| 17:00               |                  | Chi tiết |                 |  |  |

| 11 tháng 3 năm 2018 | Đại học Jungwon | 2–0      | Đại học Inje |  |  |
| 12:00               |                 | Chi tiết |              |  |  |

| 11 tháng 3 năm 2018 | Goyang Citizen | 0–3      | Yangju Citizen |  |  |
| 15:00               |                | Chi tiết |                |  |  |

### Vòng Hai
Các trận đấu diễn ra vào ngày 14–15 and 17–18 March.
| 14 tháng 3 năm 2018 | Đại học Hàn Quốc | 3–1      | Đại học Soongsil |  |  |
| 15:00               |                  | Chi tiết |                  |  |  |

| 14 tháng 3 năm 2018 | Gyeongju Citizen | 2–0      | Đại học Dankook |  |  |
| 15:00               |                  | Chi tiết |                 |  |  |

| 14 tháng 3 năm 2018 | Jeonju FC | 1–0      | Đại học Chosun |  |  |
| 15:00               |           | Chi tiết |                |  |  |

| 14 tháng 3 năm 2018 | Đại học Công giáo Kwandong | 1–2      | Đại học Ulsan |  |  |
| 15:00               |                            | Chi tiết |               |  |  |

| 15 tháng 3 năm 2018 | Đại học Jeonju | 2–2 (s.h.p.) (6–5 p) | Đại học Dongguk |  |  |
| 15:00               |                | Chi tiết             |                 |  |  |

| 17 tháng 3 năm 2018 | Đại học Suwon | 0–0 (s.h.p.) (4–3 p) | Đại học Dong-eui |  |  |
| 12:00               |               | Chi tiết             |                  |  |  |

| 17 tháng 3 năm 2018 | Jungnang Chorus Mustang | 1–1 (s.h.p.) (4–2 p) | Icheon Citizen |  |  |
| 13:00               |                         | Chi tiết             |                |  |  |

| 17 tháng 3 năm 2018 | Đại học Quốc gia Incheon | 1–0      | Đại học Daegu |  |  |
| 14:00               |                          | Chi tiết |               |  |  |

| 17 tháng 3 năm 2018 | Yeoju Sejong | 0–0 (s.h.p.) (5–4 p) | SMC Engineering |  |  |
| 14:00               |              | Chi tiết             |                 |  |  |

| 17 tháng 3 năm 2018 | Cheongju FC | 0–1      | Siheung Citizen |  |  |
| 14:00               |             | Chi tiết |                 |  |  |

| 17 tháng 3 năm 2018 | Paju Citizen | 3–0      | Buyeo FC |  |  |
| 15:00               |              | Chi tiết |          |  |  |

| 17 tháng 3 năm 2018 | Pyeongtaek Citizen | 1–1 (s.h.p.) (4–3 p) | Đại học Yeungnam |  |  |
| 15:00               |                    | Chi tiết             |                  |  |  |

| 17 tháng 3 năm 2018 | Đại học Gwangju | 0–1      | Đại học Jungwon |  |  |
| 15:00               |                 | Chi tiết |                 |  |  |

| 17 tháng 3 năm 2018 | Seoul United | 1–3      | Đại học Quốc gia Pukyong |  |  |
| 15:00               |              | Chi tiết |                          |  |  |

| 17 tháng 3 năm 2018 | Jesus Hospital | 2–8      | Đại học Yong In |  |  |
| 15:00               |                | Chi tiết |                 |  |  |

| 18 tháng 3 năm 2018 | Chungju Citizen | 2–0      | Đại học Konkuk |  |  |
| 14:00               |                 | Chi tiết |                |  |  |

| 18 tháng 3 năm 2018 | Chuncheon FC | 2–0      | Yangju Citizen |  |  |
| 15:00               |              | Chi tiết |                |  |  |

### Vòng Ba
Các trận đấu diễn ra vào ngày 28, 31 tháng 3 và 4 tháng 4.
| 28 tháng 3 năm 2018 | Yangpyeong FC | 2–1 (s.h.p.) | Siheung Citizen |  |  |
| 14:00               |               | Chi tiết     |                 |  |  |

| 28 tháng 3 năm 2018 | Đại học Ulsan | 1–3 (s.h.p.) | Gyeongju KHNP |  |  |
| 14:00               |               | Chi tiết     |               |  |  |

| 28 tháng 3 năm 2018 | Daejeon Korail | 3–1      | Gwangju FC |  |  |
| 15:00               |                | Chi tiết |            |  |  |

| 28 tháng 3 năm 2018 | Chuncheon FC | 3–2      | Jeonju FC |  |  |
| 15:00               |              | Chi tiết |           |  |  |

| 28 tháng 3 năm 2018 | Asan Mugunghwa | 7–0      | Yeoju Sejong |  |  |
| 15:00               |                | Chi tiết |              |  |  |

| 28 tháng 3 năm 2018 | FC Anyang | 2–1      | Changwon City |  |  |
| 19:00               |           | Chi tiết |               |  |  |

| 28 tháng 3 năm 2018 | Cheonan City | 2–1      | Đại học Jeonju |  |  |
| 19:00               |              | Chi tiết |                |  |  |

| 28 tháng 3 năm 2018 | Busan TC | 4–0      | Chungju Citizen |  |  |
| 19:00               |          | Chi tiết |                 |  |  |

| 28 tháng 3 năm 2018 | Mokpo City | 3–1      | Jungnang Chorus Mustang |  |  |
| 19:00               |            | Chi tiết |                         |  |  |

| 28 tháng 3 năm 2018 | Gangneung City | 2–0 (s.h.p.) | Đại học Quốc gia Pukyong |  |  |
| 19:00               |                | Chi tiết     |                          |  |  |

| 28 tháng 3 năm 2018 | Ansan Greeners | 7–0      | Đại học Suwon |  |  |
| 19:00               |                | Chi tiết |               |  |  |

| 28 tháng 3 năm 2018 | Gimhae FC | 0–0 (s.h.p.) (5–4 p) | Cheongju City |  |  |
| 19:30               |           | Chi tiết             |               |  |  |

| 28 tháng 3 năm 2018 | Suwon FC | 4–0      | Đại học Jungwon |  |  |
| 19:30               |          | Chi tiết |                 |  |  |

| 28 tháng 3 năm 2018 | Seoul E-Land | 0–0 (s.h.p.) (1–3 p) | Đại học Hàn Quốc |  |  |
| 20:00               |              | Chi tiết             |                  |  |  |

| 28 tháng 3 năm 2018 | Seongnam FC | 1–0      | Daejeon Citizen |  |  |
| 20:00               |             | Chi tiết |                 |  |  |

| 31 tháng 3 năm 2018 | Gimpo Citizen | 2–1 (s.h.p.) | Pyeongtaek Citizen |  |  |
| 14:00               |               | Chi tiết     |                    |  |  |

| 31 tháng 3 năm 2018 | Hwaseong FC | 2–3 (s.h.p.) | Đại học Yong In |  |  |
| 14:00               |             | Chi tiết     |                 |  |  |

| 31 tháng 3 năm 2018 | FC Pocheon | 2–0      | Đại học Quốc gia Incheon |  |  |
| 15:00               |            | Chi tiết |                          |  |  |

| 31 tháng 3 năm 2018 | Paju Citizen | 0–1      | Gyeongju Citizen |  |  |
| 15:00               |              | Chi tiết |                  |  |  |

| 4 tháng 4 năm 2018 | Busan IPark | 2–1      | Bucheon FC 1995 |  |  |
| 14:00              |             | Chi tiết |                 |  |  |

## Vòng Chung kết
Lễ bốc thăm vòng 32 đội và vòng 16 đội diễn ra vào ngày 10 tháng 5 năm 2018.

### Vòng 32 đội
Các trận đấu diễn ra vào ngày 25 tháng 7.
| 25 tháng 7 năm 2018 | Busan TC | 1–3      | Jeonbuk Hyundai Motors | Sân vận động Busan Gudeok, Busan |  |
| 17:00               |          | Chi tiết |                        |                                  |  |

| 25 tháng 7 năm 2018 | Gyeongnam FC | 0–0 (s.h.p.) (1–3 p) | FC Seoul | Trung tâm bóng đá Changwon, Changwon |  |
| 19:00               |              | Chi tiết             |          |                                      |  |

| 25 tháng 7 năm 2018 | Chuncheon FC | 2–1      | Daejeon Korail | Sân vận động Chuncheon Songam, Chuncheon |  |
| 19:00               |              | Chi tiết |                |                                          |  |

| 25 tháng 7 năm 2018 | Gangneung City | 1–2 (s.h.p.) | Cheonan City | Sân vận động Gangneung, Gangneung |  |
| 19:00               |                | Chi tiết     |              |                                   |  |

| 25 tháng 7 năm 2018 | FC Anyang | 1–2 (s.h.p.) | Mokpo City | Khu liên hợp thể thao Anyang, Anyang |  |
| 19:00               |           | Chi tiết     |            |                                      |  |

| 25 tháng 7 năm 2018 | Ansan Greeners | 0–1 (s.h.p.) | Asan Mugunghwa | Sân vận động Ansan Wa~, Ansan |  |
| 19:00               |                | Chi tiết     |                |                               |  |

| 25 tháng 7 năm 2018 | Incheon United | 2–0      | FC Pocheon | Sân vận động bóng đá Incheon, Incheon |  |
| 19:30               |                | Chi tiết |            |                                       |  |

| 25 tháng 7 năm 2018 | Ulsan Hyundai | 1–0      | Suwon FC | Sân vận động bóng đá Ulsan Munsu, Ulsan |  |
| 19:30               |               | Chi tiết |          |                                         |  |

| 25 tháng 7 năm 2018 | Pohang Steelers | 0–1      | Jeonnam Dragons | Pohang Steel Yard, Pohang |  |
| 19:30               |                 | Chi tiết |                 |                           |  |

| 25 tháng 7 năm 2018 | Suwon Samsung Bluewings | 6–1      | Gimpo Citizen | Sân vận động World Cup Suwon, Suwon |  |
| 19:30               |                         | Chi tiết |               |                                     |  |

| 25 tháng 7 năm 2018 | Daegu FC | 4–1      | Đại học Yong In | Sân vận động Daegu, Daegu |  |
| 19:30               |          | Chi tiết |                 |                           |  |

| 25 tháng 7 năm 2018 | Sangju Sangmu | 2–2 (s.h.p.) (2–4 p) | Yangpyeong FC | Sân vận động Sangju Civic, Sangju |  |
| 19:30               |               | Chi tiết             |               |                                   |  |

| 25 tháng 7 năm 2018 | Gimhae FC | 2–1      | Gangwon FC | Sân vận động Gimhae, Gimhae |  |
| 19:30               |           | Chi tiết |            |                             |  |

| 25 tháng 7 năm 2018 | Jeju United | 4–1      | Đại học Hàn Quốc | Sân vận động World Cup Jeju, Seogwipo |  |
| 19:30               |             | Chi tiết |                  |                                       |  |

| 25 tháng 7 năm 2018 | Busan IPark | 3–2 (s.h.p.) | Gyeongju Citizen | Sân vận động Busan Gudeok, Busan |  |
| 20:00               |             | Chi tiết     |                  |                                  |  |

| 25 tháng 7 năm 2018 | Seongnam FC | 0–1 (s.h.p.) | Gyeongju KHNP | Khu liên hợp thể thao Tancheon, Seongnam |  |
| 20:00               |             | Chi tiết     |               |                                          |  |

### Vòng 16 đội
Các trận đấu diễn ra vào ngày 8 tháng 8.
| 8 tháng 8 năm 2018 | Jeonnam Dragons | 2–1      | Chuncheon FC | Sân vận động bóng đá Gwangyang, Gwangyang |  |
| 19:00              |                 | Chi tiết |              |                                           |  |

| 8 tháng 8 năm 2018 | Asan Mugunghwa | 2–1      | Jeonbuk Hyundai Motors | Sân vận động Lý Thuấn Thần, Asan |  |
| 19:00              |                | Chi tiết |                        |                                  |  |

| 8 tháng 8 năm 2018 | Busan IPark | 0–2      | Ulsan Hyundai | Sân vận động Busan Gudeok, Busan |  |
| 19:00              |             | Chi tiết |               |                                  |  |

| 8 tháng 8 năm 2018 | Cheonan City | 2–4 (s.h.p.) | Suwon Samsung Bluewings | Trung tâm Bóng đá Cheonan, Cheonan |  |
| 19:00              |              | Chi tiết     |                         |                                    |  |

| 8 tháng 8 năm 2018 | Daegu FC | 8–0      | Yangpyeong FC | Sân vận động Daegu, Daegu |  |
| 19:30              |          | Chi tiết |               |                           |  |

| 8 tháng 8 năm 2018 | Incheon United | 1–2      | Mokpo City | Sân vận động bóng đá Incheon, Incheon |  |
| 19:30              |                | Chi tiết |            |                                       |  |

| 8 tháng 8 năm 2018 | Gimhae FC | 1–0      | Gyeongju KHNP | Sân vận động Gimhae, Gimhae |  |
| 19:30              |           | Chi tiết |               |                             |  |

| 8 tháng 8 năm 2018 | FC Seoul | 1–2      | Jeju United | Sân vận động World Cup Seoul, Seoul |  |
| 19:30              |          | Chi tiết |             |                                     |  |

### Tứ kết
Lễ bốc thăm vòng Tứ kết diễn ra vào ngày 20 tháng 9 năm 2018.
Các trận đấu diễn ra vào ngày 3 tháng 10 và 17 tháng 10.
| 3 tháng 10 năm 2018                               | Jeonnam Dragons    | 1–1 (s.h.p.) (4–2 p)                                         | Asan Mugunghwa    | Sân vận động bóng đá Gwangyang, Gwangyang       |  |
| 14:00                                             | Kim Kyeong-min 24' | Chi tiết                                                     | Lee Myung-joo 60' | Lượng khán giả: 1.167 Trọng tài: Park Byung-Jin |  |
|                                                   |                    | Loạt sút luân lưu                                            |                   |                                                 |  |
| Wanderson · Donachie · Jeon Ji-hyun · Shin Jin-ha |                    | Lim Chang-gyoon · Lee Myung-joo · Ko Moo-yeol · Kim Dong-jin |                   |                                                 |  |

| 3 tháng 10 năm 2018 | Mokpo City          | 1–2      | Daegu FC                                | Trung tâm bóng đá quốc tế Mokpo, Mokpo         |  |
| 14:00               | - Kim Sang-wook 54' | Chi tiết | - Jeon Hyeon-chul 21' - Kim Dae-won 72' | Lượng khán giả: 4,988 Trọng tài: Jung Dong-Sik |  |

| 3 tháng 10 năm 2018 | Ulsan Hyundai     | 2–0      | Gimhae FC | Sân vận động bóng đá Ulsan Munsu, Ulsan       |  |
| 14:00               | - Negrão 63', 70' | Chi tiết |           | Lượng khán giả: 2,386 Trọng tài: Seo Dong-Jin |  |

| 17 tháng 10 năm 2018                                  | Suwon Samsung Bluewings           | 2–2 (s.h.p.) (2–1 p)                                           | Jeju United                     | Sân vận động World Cup Suwon, Suwon           |  |
| 19:30                                                 | Damjanović 4' · Park Gi-dong 115' | Chi tiết                                                       | Kim Seong-ju 77' · Tiago 120+1' | Lượng khán giả: 2,909 Trọng tài: Kim Woo-sung |  |
|                                                       |                                   | Loạt sút luân lưu                                              |                                 |                                               |  |
| Damjanović · Lee Ki-je · Park Hyung-jin · Yeom Ki-hun |                                   | Kwon Soon-hyung · Tiago · Kim Seong-ju · Cruz · Lee Chang-keun |                                 |                                               |  |

### Bán kết
Lễ bốc thăm vòng Bán kết diễn ra vào ngày 18 tháng 10 năm 2018.
| 31 tháng 10 năm 2018 | Jeonnam Dragons     | 1–2      | Daegu FC                      | Sân vận động bóng đá Gwangyang, Gwangyang |  |
| 19:30                | - Lee Sang-heon 60' | Chi tiết | - Edgar 11' - Kim Dae-won 13' | Lượng khán giả: 1.253                     |  |

| 31 tháng 10 năm 2018 | Ulsan Hyundai                 | 2–1      | Suwon Samsung Bluewings | Sân vận động bóng đá Ulsan Munsu, Ulsan |  |
| 19:30                | - Windbichler 6' - Negrão 32' | Chi tiết | - Lee Jong-sung 56'     | Lượng khán giả: 2,425                   |  |

### Chung kết
| 5 tháng 12 năm 2018 | Ulsan Hyundai     | 1–2      | Daegu FC                  | Sân vận động bóng đá Ulsan Munsu, Ulsan        |  |
| 19:30 UTC+9         | - Hwang Il-su 50' | Chi tiết | - Cesinha 51' - Edgar 88' | Lượng khán giả: 12,702 Trọng tài: Lee Dong-jun |  |

| 8 tháng 12 năm 2018 | Daegu FC                                    | 3–0      | Ulsan Hyundai | Sân vận động Daegu, Daegu                      |  |
| 13:30 UTC+9         | - Kim Dae-won 59' - Cesinha 76' - Edgar 88' | Chi tiết |               | Lượng khán giả: 18,351 Trọng tài: Ko Hyung-jin |  |

Daegu FC thắng 5–1 sau 2 lượt trận.